# 24-Stunden-Rennen auf dem Nürburgring 2003

Streckenführung für das 24-Stunden-Rennen ab 2002 incl. Mercedes-Arena (grau)

Das 31. 24-Stunden-Rennen auf dem Nürburgring fand vom 31. Mai auf den 1. Juni 2003 auf dem Nürburgring statt.

## Rennergebnis
Nachdem 1994 keine DTM-Fahrzeuge mehr für das 24-Stunden-Rennen zugelassen wurden, dominierten in den folgenden Jahren die Fahrzeuge der Gruppe A und Gruppe N das Rennen am Nürburgring. Mit der Zulassung der GT3-Fahrzeuge, dem großen Publikumsandrang und nicht zuletzt durch die Popularität der Chrysler Viper GTS-R von Zakspeed Motorsport wurde das Rennen auch für die Automobilhersteller wieder interessanter. Und so gab es 2003 wieder ein größeres Aufgebot an echten Werksteams. Am Ende war es der vom Team Phoenix betreute Opel Astra V8 Coupé – einem Fahrzeug der neu ins Leben gerufenen DTM, der dort von 2000 bis 2003 eingesetzt wurde – der das Rennen gewann. Am Steuer saßen die Werksfahrer Manuel Reuter, Timo Scheider, Marcel Tiemann, sowie der damalige Leiter der Opel-Rennsportabteilung Volker Strycek. Auf dem zweiten Rang wurde der Abt-Audi TT-R von Abt Sportsline – ebenfalls ein aktuelles DTM-Fahrzeug – mit Karl Wendlinger, Christian Abt, Kris Nissen und Marco Werner gewertet, auf dem dritten Rang der Porsche 996 Turbo von Manthey-Racing mit Lucas Luhr, Emmanuel Collard und Timo Bernhard am Steuer.
Die Sieger erreichten nach 143 Runden das Ziel und legten dabei eine Renndistanz von 3710,42 km zurück. Von den 202 gestarteten Fahrzeugen kamen 68 nicht in die Wertung.
Zakspeed Motorsport absolvierte mit der Chrysler Viper GTS-R eine Runde mehr als die Siegermannschaft, allerdings wurden mit dem Hinweis auf Verletzung des Reglements zehn Runden gestrichen, nach einem Rechtsstreit wurde die Mannschaft disqualifiziert. Zakspeed verzichtete, in die nächste Instanz zu gehen.

## Kuriositäten

### Reglementsänderungen, Tipp-Ex und ein juristisches Nachspiel
Die Chrysler Viper GTS-R von Zakspeed Motorsport, die in den vergangenen vier Jahren das 24-Stunden-Rennen dreimal souverän gewinnen konnte, stand auch für das Jahr 2003 wieder am Start. Für die Hersteller, deren Einsatz bei einer Großveranstaltung wie dem 24-Stunden-Rennen eine große Öffentlichkeitswirkung hat, war die Dominanz der beim Publikum beliebten Viper ein Dorn im Auge. Denn große Fahrzeughersteller hatten kein Interesse, sich von einem Privatteam mit einem über zehn Jahre alten Fahrzeug, das obendrein zum damaligen Zeitpunkt nicht mehr gebaut wurde, „vorführen zu lassen“. Die Balance of Performance fand beim 24-Stunden-Rennen keine Anwendung, das technische Reglement und damit die Chancengleichheit für Fahrzeuge unterschiedlichster Klassen, lag im Verantwortungsbereich des ADAC. Auf der Essen Motor Show im Spätherbst 2002 soll es zu einer ersten Diskussion über das Reglement für das Rennen 2003 gekommen sein. Nachdem mehrere Fahrzeughersteller mit einem Boykott des Rennens gedroht haben sollen, wurde die Größe des Kraftstofftanks der Viper von 120 auf 90 Liter reduziert und ein Zusatzgewicht von 500 kg verordnet. Ein kleinerer Tank bedeutet beim 24-Stunden-Rennen mehr Aufenthalte zum Nachtanken in der Boxengasse, was wiederum einen Zeitverlust im Rennen um den Gesamtsieg bedeutet. Lediglich BMW Motorsport soll es damals als Problem angesehen haben, einen Publikumsliebling wie die Viper durch Reglementsänderungen aus dem Rennen zu drängen.
Zakspeed beantwortete die Beschneidung der Siegchancen mit Kreativität. Die Tochterfirma Nitec stellte damals die V8-Star-Fahrzeuge her, reine Silhouettefahrzeuge mit gleicher technischer Basis. Diese verfügten über einen Kraftstofftank mit Schnellwechselverschlüssen, was statt des etwa zweiminütigen Tankvorgangs mit den herkömmlichen Zapfsäulen am Nürburgring den Tausch des leeren Tanks der Viper gegen einen vollen in lediglich etwa 30 Sekunden ermöglicht hätte. Dies hätte den Nachteil des kleineren Tanks wieder wettgemacht. Als dies zum ADAC Nordrhein durchsickerte, wurden die Regeln für das Rennen geändert. Zwar konnten keine Änderungen am Reglement mehr gemacht werden, sehr wohl aber an den Sicherheitsbestimmungen, und so wurde verfügt, dass die Fahrzeuge nur noch in der Boxengasse direkt betankt werden dürfen.
Bei Zakspeed hatte man einen weiteren Trumpf in der Tasche. Die Viper ist ein Fahrzeugmodell von Dodge. Dodge wurde 1928 von Chrysler gekauft, das 2003 ein Teil der DaimlerChrysler AG war. In der Anfangszeit wurde die Viper als Fahrzeug der bekannteren Marke Chrysler in Europa vermarktet, erst 2003 begann man mit dem Aufbau eines Händlernetzes für Fahrzeuge der Marke Dodge. Und so wurde auch die Viper weltweit als Dodge Viper vermarktet, Zakspeed sollte deshalb für den Renneinsatz einer Chrysler Viper keine finanzielle Unterstützung mehr bekommen. Es wurde beim Deutschen Motor Sport Bund im Winter regelkonform ein neuer Wagenpass für die Dodge Viper GTS-R beantragt. Damit umging man das Sonderreglement für die Chrysler Viper, das 500 kg Zusatzgewicht, einem 90 Liter fassenden Tank sowie zwei Luftmengenbegrenzer vorsieht. Die Dodge Viper fiel dagegen in das allgemeine Reglement für Fahrzeuge mit mehr als 2500 cm³ Hubraum, für die ein 120 Liter fassender Tank zulässig ist. Am Morgen vor dem Rennen wurde die Rennleitung informiert, dass man beabsichtige 120 Liter zu tanken. Auf Bitten des DMSB, sich an die vereinbarten Tankmengen zu halten, ging Peter Zakowski nicht ein. Nachdem beim ersten Tankstopp 117,5 Liter getankt wurden, schlug man Zakspeed einen Kompromiss vor. Das Team würde nur mit einer „Stop&go-Strafe“ belegt, sofern man sich für den Rest des Rennens an die vereinbarte Tankmenge von 90 Liter hält. Da dies einem Schuldeingeständnis gleichgekommen wäre, ging Zakspeed auch darauf nicht ein. Auch die Sportkommissare konnten nichts tun, denn die Dodge Viper war regelkonform unterwegs. Schließlich zog der DMSB den Wagenpass der Viper ein, dort soll dann mit Hilfe von Tipp-Ex „Dodge Viper GTS-R“ in „Hersteller Chrysler, Typ Dodge Viper GTS-R“ geändert worden sein. Um 1:45 Uhr morgens wurden der Viper fünf gefahrene Runden gestrichen. Nachdem das Fahrzeug aber Boden auf die führenden Teams gutmachen konnte, folgte etwa zweieinhalb Stunden vor Rennende eine weitere Streichung von fünf Runden. Ohne die Streichung hätte die Viper das Rennen mit einem Vorsprung von einer Runde auf den Opel Astra V8 gewonnen, nach Rennende wurde sie mit neun Runden Rückstand auf dem fünften Platz gewertet. 
Nach dem Rennen legte Zakspeed Einspruch gegen die Streichung der zehn Runden ein. Als ein Gericht in Frankfurt die Disqualifikation von Zakspeed für das Rennen 2003 durch den DMSB bestätigte, kündigte der Anwalt von Zakspeed an, in die nächste Instanz zu gehen und das FIA-Tribunal anzurufen. Dort wäre das Rennen und die Rennergebnisse unter Umständen nachträglich annulliert worden. Am Ende verzichtete Peter Zakowski jedoch darauf, denn er wollte „fair“ gewinnen. Heute wird die Mannschaft in der Ergebnisliste als disqualifiziert und mit 134 absolvierten Runden geführt.

### Ausfall der BMW M3 GTR
Kurios war der Ausfall beider BMW M3 GTR von BMW Motorsport. Nach Aussage des Werksteams Schnitzer Motorsport wurde damals Trockeneis verwendet, um die Kühlung des Öls zu verbessern. Auf der Einführungsrunde seien jedoch – bedingt durch die langsame Fahrt – die Leitungen zum Ölkühler eingefroren. Dies hätte erhebliche Schäden an der Technik zur Folge gehabt, was zum Ausfall beider Fahrzeuge führte. Das Fahrzeug mit Hans-Joachim Stuck, Boris Said, John Nielsen und Marc Duez am Steuer fiel nach 69 Runden endgültig aus, das zweite Fahrzeug mit Jörg Müller, Dirk Müller, Claudia Hürtgen und Marc Duez nach 126 Runden.

## Streckenführung
Seit dem Umbau der Strecke im Jahr 1983 wurde das 24-Stunden-Rennen am Nürburgring ab 1984 auf einer Kombination aus Nordschleife und Grand-Prix-Strecke ausgetragen. Ab 1995 wurde zusätzlich die neue Veedol-Schikane in die Streckenführung integriert. Nach dem Bau der neuen Mercedes-Arena wurde diese ab dem 24-Stunden-Rennen 2002 befahren.